# William Christian Bullitt
William Christian Bullitt (Filadelfia, 25 gennaio 1891 – Neuilly-sur-Seine, 15 febbraio 1967) è stato un diplomatico statunitense.

## Biografia
Fu ambasciatore degli Stati Uniti prima in Unione Sovietica dal 1933 al 1936 e poi in Francia dal 1936 al 1940. 
Nel 1941, rientrato in patria, fu tra i sostenitori dell'entrata nel conflitto degli Stati Uniti contro la Germania e tra coloro che predissero un attacco a sorpresa del Giappone. Nel novembre 1941 fu nominato da Roosevelt suo rappresentante personale in Medioriente e quindi assistente del presidente presso il Ministero della Marina.
Combatté nella seconda fase della seconda guerra mondiale nella Prima Armata francese e nell'aprile 1945 fu nominato governatore di Baden-Baden, alla testa delle locali truppe di occupazione.